# Grand Prix de Reims

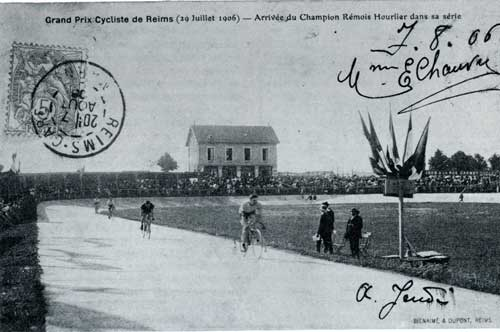
Grand Prix de Reims 10. Juli 1906

Der Grand Prix de Reims war ein Wettbewerb im Bahnradsport, der in der französischen Stadt Reims für Sprinter veranstaltet wurde.

## Geschichte
Der Grand Prix de Reims wurde zum ersten Mal 1897 ausgefahren. Organisiert wurde das Rennen vom Bicycle Club Rémois. Erster Sieger war der Franzose Joseph Collomb. Veranstaltungsort war die Radrennbahn La Haubette (333 Meter Länge), ab 1935 das Stade Auguste-Delaune. Das Rennen fand nicht in jedem Jahr statt und wurde zum letzten Mal 1998 ausgetragen und von Arnoud Tournant gewonnen. In einigen Jahren fand der Grand Prix zwei Mal statt.

## Palmarès
| Jahr      | Sieger                                                        | Zweiter                                                       | Dritter                                                       |
| --------- | ------------------------------------------------------------- | ------------------------------------------------------------- | ------------------------------------------------------------- |
| 1897      | Joseph Collomb                                                | Henri Merle                                                   | Jean Gougoltz                                                 |
| 1898      | Robert Protin                                                 |                                                               |                                                               |
| 1899      | Charles Vanoni                                                |                                                               |                                                               |
| 1900      | Robert Protin                                                 | Jean Broka                                                    | Joseph Collomb                                                |
| 1901      | Edmond Jacquelin                                              | Louis Grogna                                                  | Ludovic Morin                                                 |
| 1902      | ?                                                             |                                                               |                                                               |
| 1903      | ? Frank Kramer                                                |                                                               |                                                               |
| 1904      | Iver Lawson                                                   | —                                                             |                                                               |
| 1905      | Gabriel Poulain                                               | Guus Schilling                                                | Walter Rütt                                                   |
| 1906      | Thorvald Ellegaard                                            | Gabriel Poulain                                               | Émile Friol                                                   |
| 1907      | Émile Friol                                                   | Gabriel Poulain                                               | Thorvald Ellegaard                                            |
| 1908      | Walter Rütt                                                   | Léon Hourlier                                                 |                                                               |
| 1908      | Léon Hourlier                                                 | Léon Hourlier                                                 |                                                               |
| 1908      | Léon Hourlier                                                 | Victor Dupré                                                  | Guus Schilling                                                |
| 1909      | Victor Dupré                                                  | Julien Pouchois                                               | Guus Schilling                                                |
| 1910      | Émile Friol                                                   | Fernand Fournous                                              | Charles Meurger                                               |
| 1911      | Léon Hourlier                                                 |                                                               |                                                               |
| 1911      | Gabriel Poulain                                               |                                                               |                                                               |
| 1912      | Léon Hourlier                                                 | André Perchicot                                               | Angelo Gardellin                                              |
| 1913      | Léon Hourlier                                                 | Julien Pouchois                                               | Gabriel Poulain                                               |
| 1914      | Léon Hourlier                                                 | Thorvald Ellegaard                                            | Pierre Sergent                                                |
| 1915–1920 | nicht ausgetragen                                             | nicht ausgetragen                                             | nicht ausgetragen                                             |
| 1921      | ?                                                             | ?                                                             | Gabriel Poulain                                               |
| 1922      | nicht ausgetragen                                             | nicht ausgetragen                                             | nicht ausgetragen                                             |
| 1923      | Joseph Peyrode                                                |                                                               |                                                               |
| 1924      | Alois De Graeve                                               | Joseph Peyrode                                                | Bernard Leene                                                 |
| 1925–1928 | nicht ausgetragen                                             | nicht ausgetragen                                             | nicht ausgetragen                                             |
| 1929      | André Godinat                                                 |                                                               |                                                               |
| 1930–1933 | nicht ausgetragen                                             | nicht ausgetragen                                             | nicht ausgetragen                                             |
| 1934      | Lucien Michard                                                | Louis Gérardin                                                |                                                               |
| 1935      | Jef Scherens                                                  | Lucien Michard                                                | Albert Richter                                                |
| 1936      | Lucien Michard                                                | Louis Gérardin                                                | Jef Scherens                                                  |
| 1937–1958 | nicht ausgetragen                                             | nicht ausgetragen                                             | nicht ausgetragen                                             |
| 1955      | Oscar Plattner                                                |                                                               |                                                               |
| 1956–1958 | nicht ausgetragen                                             | nicht ausgetragen                                             | nicht ausgetragen                                             |
| 1959      | Maurice Munter                                                |                                                               |                                                               |
| 1960–1984 | nicht ausgetragen                                             | nicht ausgetragen                                             | nicht ausgetragen                                             |
| 1985      | Lutz Heßlich                                                  |                                                               |                                                               |
| 1986      | Michael Hübner                                                |                                                               |                                                               |
| 1987      | Finale mit Bill Huck und Lutz Heßlich wegen Regen abgebrochen | Finale mit Bill Huck und Lutz Heßlich wegen Regen abgebrochen | Finale mit Bill Huck und Lutz Heßlich wegen Regen abgebrochen |
| 1988–1994 | nicht ausgetragen                                             | nicht ausgetragen                                             | nicht ausgetragen                                             |
| 1995      | Florian Rousseau                                              | Benoit Vêtu                                                   | José Antonio Escuredo                                         |
| 1996–1997 | nicht ausgetragen                                             | nicht ausgetragen                                             | nicht ausgetragen                                             |
| 1998      | Arnaud Tournant                                               |                                                               |                                                               |